# 勒梅尼勒吉永
勒梅尼勒吉永（法語：Le Ménil-Guyon，法語發音：[lə menil ɡɥijɔ̃] ⓘ）是法国奥恩省的一个市镇，属于阿朗松区。

## 地理
勒梅尼勒吉永（48°34'56"N, 0°17'42"E）面积2.76 平方千米，位于法国诺曼底大区奧恩省，该省份为法国西北部内陆省份，北起顺时针与卡爾瓦多斯省、厄尔省、厄尔-卢瓦省、萨尔特省、马耶讷省和芒什省接壤。
与勒梅尼勒吉永接壤的市镇（或旧市镇、城区）包括：特雷蒙、布瓦特龙、勒沙朗日、蒙舍夫雷勒。
勒梅尼勒吉永的时区为UTC+01:00、UTC+02:00（夏令时）。

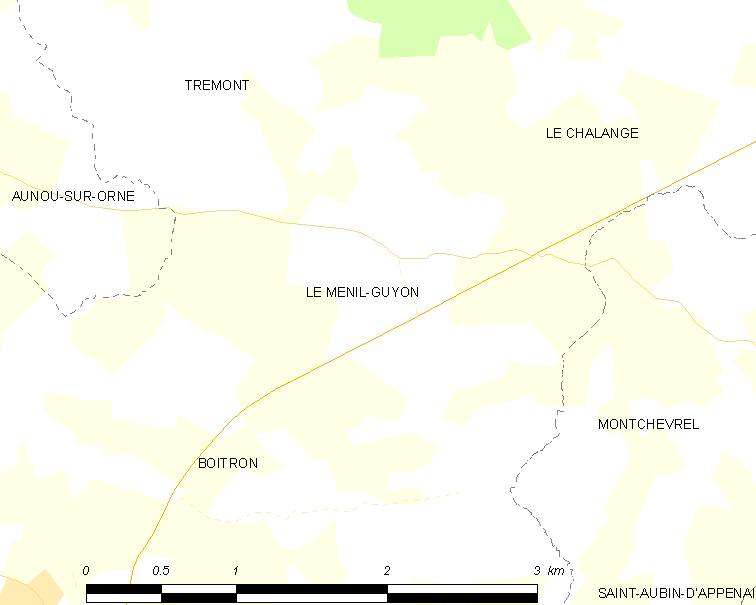
勒梅尼勒吉永的OSM定位图

## 行政
勒梅尼勒吉永的邮政编码为61170，INSEE市镇编码为61266。

## 政治
勒梅尼勒吉永所属的省级选区为埃库沃县。

## 人口

1962-2008年间勒梅尼勒吉永人口变化图示

勒梅尼勒吉永于2022年1月1日时的人口数量为83人。